# Alan Campbell (aktor)
Bruce Alan Campbell (ur. 22 kwietnia 1957 w Homwstead na Florydzie) – amerykański aktor telewizyjny, filmowy i teatralny, muzyk (z zamiłowania), najbardziej znany z roli Dereka Mitchela – zastępcy prokuratora w serialu CBS Gliniarz i prokurator (Jake and the Fatman). 
Urodził się w Homwstead na Florydzie jako syn Edwarda Johna Campbella, farmera, i Audrey Carolyn Griner (1930–2015). Studiował na Tulane University. Ukończył studia na wydziale biznesu na Uniwersytecie Miami.
Dla większego przebicia w pracy używa drugiego imienia po ojcu, dlatego często mówi się o nim Alan Campbell Jr. Dzięki udziałowi w produkcji Gliniarz i prokurator zdobył popularność, której nie umiał jednak wykorzystać. Do dziś sporadycznie pojawia się w telewizji. Zagrał także w jednym z epizodów serialu NBC Prawo i porządek. 
Jego pasją jest śpiew. Campbella można podziwiać na scenie na Broadwayu, gdzie realizuje się jako aktor musicalowy i wokalista. W 1995 był nominowany do Tony Award za rolę Joego Gillisa w musicalu Andrew Lloyda Webbera Sunset Boulevard z Glenn Close. W 2014 występował w musicalu Mamma Mia! jako Sam Carmichael, jeden z trzech potencjalnych ojców. 
W latach 1987–1990 był żonaty z aktorką teatralną Novą Ball. 10 października 1999, ożenił się z Lauren Kennedy, z którą grał w Sunset Boulevard na Broadwayu. Mają córkę Riley Rose Campbell. W 2013 rozwiódł się.